# Jeanerette, Louisiana
Jeanerette, Louisiana (енгл. Jeanerette) град је у америчкој савезној држави Луизијана.

## Демографија
По попису из 2010. године број становника је 5.530, што је 467 (-7,8%) становника мање него 2000. године.
| Група             | 2000.         | 2010.         |
| Белци             | 2.267 (37,8%) | 1.680 (30,4%) |
| Афроамериканци    | 3.580 (59,7%) | 3.690 (66,7%) |
| Азијати           | 10 (0,2%)     | 23 (0,4%)     |
| Хиспаноамериканци | 86 (1,4%)     | 129 (2,3%)    |
| Укупно            | 5.997         | 5.530         |